# 1364

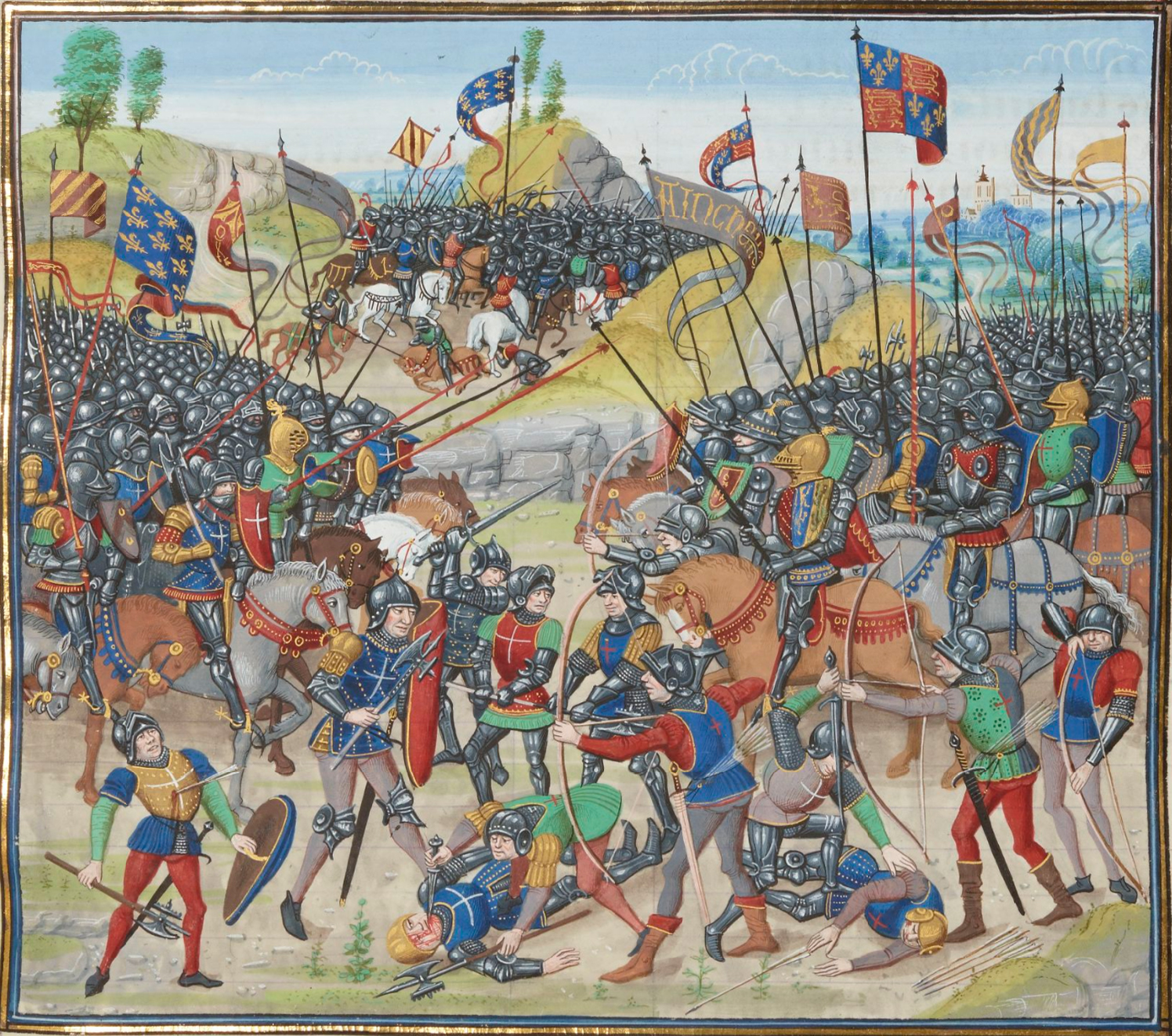
Slag bij Auray

Het jaar 1364 is het 64e jaar in de 14e eeuw volgens de christelijke jaartelling.

## Gebeurtenissen
januari
- januari - Koning Jan II van Frankrijk begeeft zich vrijwillig terug naar Londen om er weer in gevangenschap te gaan.

februari
- 18 - Albrecht van Mecklenburg wordt tot koning van Zweden gekroond. Het komt tot een burgeroorlog tussen zijn aanhangers en die van zijn voorganger Magnus Eriksson.

mei
- 12 - De Universiteit van Krakau, de oudste universiteit van Polen, wordt opgericht.
- 13 - de hertog van Brabant, Wenceslaus I van Luxemburg, besluit orde op zaken te stellen in Leuven. De poorten worden geopend, de adel trekt binnen en Pieter Couterel vlucht met 70 hem trouw gebleven ridders naar Tervuren.
  - Pieter Couterel wordt uit Brabant verbannen en zijn bezittingen verbeurd verklaard.
- 16 - Slag bij Cocherel: Bertrand du Guesclin verslaat namens Frankrijk Jan van Grailly van Navarra, dat Engeland steunt in de Honderdjarige Oorlog. Navarra slaagt er niet in zijn bezittingen in Normandië te heroveren, en daarmee Parijs af te sluiten van de zee.

september
- 29 - Slag bij Auray: Jan IV van Bretagne verslaat met Engelse hulp zijn rivaal Karel van Blois en beëindigt daarmee de Bretonse Successieoorlog als winnaar.

oktober
- 11 - 12 - Tijdens de Burchardivloed, een stormvloed langs de westkust van Sleeswijk-Holstein, verdrinken duizenden mensen. Het waddeneiland Strand wordt uiteengereten.

zonder datum
- Arnold van Rummen verkoopt Chiny aan Wenceslaus I van Luxemburg.
- De hoofdstad van het Shang-rijk wordt verplaatst van Sagaing naar Ava.
- Grootebroek en Bovenkarspel krijgen gezamenlijk stadsrechten en vormen stede Broec.
- De Enkele Wiericke wordt aangelegd.
- Keizer Karel IV trouwt met Elisabeth van Pommeren.
- Grote stadsbrand in Arnhem.
- Oudst bekende vermelding: Hondsdonk, Vriezenveen

## Opvolging
- Brienne - Zeger II opgevolgd door zijn zoon Wouter VII
- patriarch van Constantinopel - Filotheus Kokkinos als opvolger van Callistus I
- Frankrijk - Jan II opgevolgd door zijn zoon Karel V
- Keulen - Engelbert III van der Mark in opvolging van Adolf II van der Mark
- Luik - Engelbert van der Mark opgevolgd door Jan van Arkel
- Münster - Jan van Virneburg opgevolgd door Floris van Wevelinkhoven
- Sleeswijk - Waldemar III van Denemarken opgevolgd door zijn zoon Hendrik
- Utrecht - Jan van Arkel opgevolgd door Jan van Virneburg
- Walachije - Nicolae Alexandru opgevolgd door zijn zoon Vladislav I
- Zweden (18 februari) - Magnus Eriksson opgevolgd door Albrecht van Mecklenburg

## Afbeeldingen

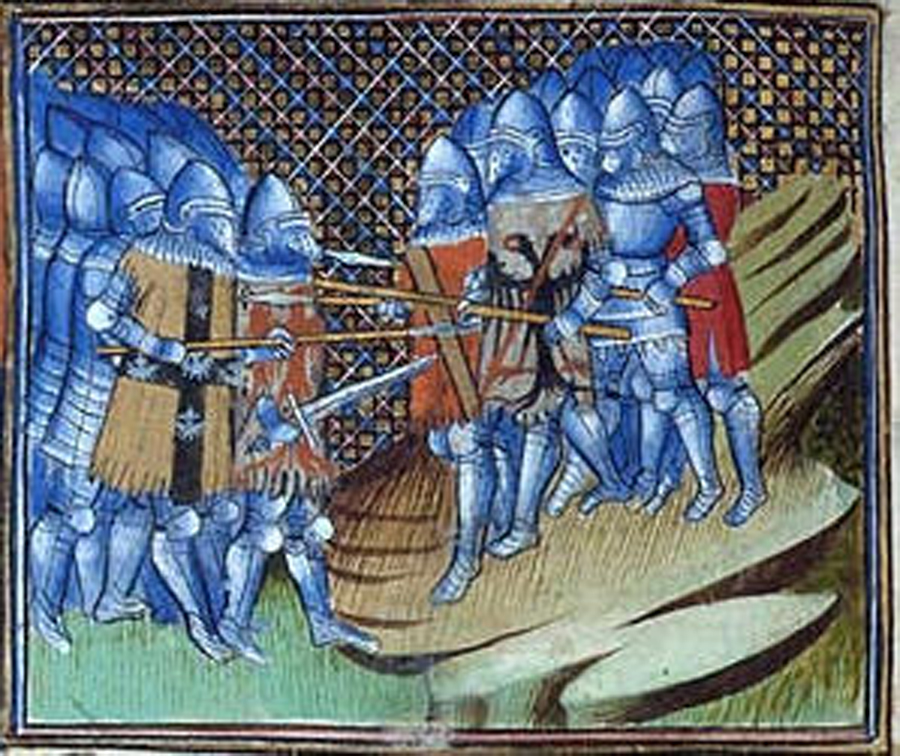
Slag bij Cocherel
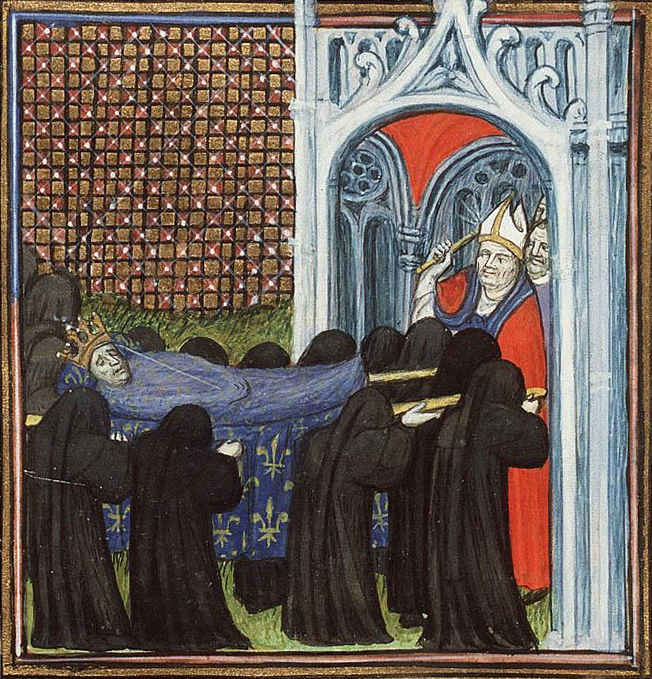
begrafenis van Jan II
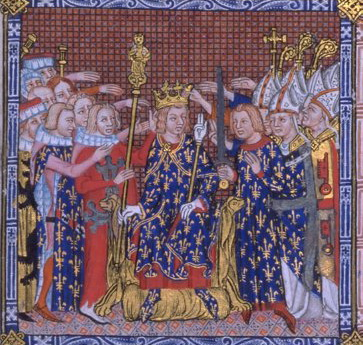
Karel V gekroond

## Geboren
- 5 maart - Willem I, hertog van Gelre (1371-1402) en Gulik (1393-1402)
- 20 mei - Henry Percy, Engels ridder
- Karel II, hertog van Opper-Lotharingen (1390-1431)
- Gyaltsab Je, Tibetaans geestelijk leider
- Bernhard I van Baden, Duits edelman (jaartal bij benadering)
- John Cornwall, Engels edelman (jaartal bij benadering)
- Ralph Neville, Engels edelman (jaartal bij benadering)
- Theodoor II, markgraaf van Monferrato (jaartal bij benadering)

## Overleden
- 31 maart - Zeger II van Edingen, Frans edelman
- 8 april - Jan II (44), koning van Frankrijk (1350-1364)
- 2 juni - Wenceslaus I van Legnica (~45), Silezisch edelman
- 9 juni - Elisenda van Montcada (~71), echtgenote van Jacobus II van Aragon
- 11 juni - Agnes van Oostenrijk (~82), echtgenote van Andreas III van Hongarije
- 5 augustus - Kogon (51), tegenkeizer van Japan (1331-1333)
- 29 september - Karel van Blois (~45), echtgenoot van Johanna van Bretagne
- Bernhard V van Lippe, Duits edelman
- Butön Rinchen Drub (~74), Tibetaans religieus leider
- Conrad III Kettler (~69), Duits edelman
- Hélie de Talleyrand-Périgord (~62), Frans kardinaal
- Miles Stapleton, Engels ridder
- Tawen Lodrö Gyaltsen (~32), Tibetaans geestelijk leider
- Tsalpa Künga Dorje (~55), Tibetaans vorst en auteur
- Waldemar III (~50), koning van Denemarken (1326-1329)
- Willem van Cunynghame, Schots edelman
- Longchenpa, Tibetaans religieus leider (vermoedelijke jaartal)
- Gajah Mada, Javaans legerleider en staatsman (jaartal bij benadering)
- Ranulf Higden, Engels monnik en auteur